# Cecilia de Assis Brasil
Cecília de Assis Brasil               (Washington D.C., 26 de maio de 1899 — Pedras Altas,  11 de março de 1934), foi a filha mais velha do segundo casamento do diplomata e ex governador do Rio Grande do Sul, Joaquim Francisco de Assis Brasil e de Lydia Pereira Felício de São Mamede. Ela ficou conhecida por ter mantido diários que foram compilados e publicados em um livro, com o nome “Diário de Cecília de Assis Brasil”. A obra revela uma visão íntima da vida familiar e social de uma mulher gaúcha no início do século XX, revelando os aspectos peculiares dela ver o mundo e de seus interesses como a vida no campo e o amor aos animais.

## Biografia
Cecília nasceu em Washington, época em que seu pai, Assis Brasil, representava o Brasil diplomaticamente nos Estados Unidos. Ela morreu com 34 anos, vítima de um raio, enquanto cavalgava com os seus irmãos, próximo ao castelo onde morava; o Castelo de Pedras Altas, localizado no Rio Grande do Sul.
A vocação de escrever diários foi uma influência obtida através de seu pai. Com anotações diárias, ela iniciou a escrever ainda jovem.
Culta que era, lia autores clássicos e revistas como a “Life” e “Les Annales” quase que diariamente. Cecília era poliglota; falava inglês, francês e espanhol, mas também entendia o linguajar rude dos gaúchos. Tanto podia ler “The Jungle Book”, de Rudyard Kipling, como citar expressões gauchescas como "de vereda" (de repente), "mateando" (tomando chimarrão) e "bóia"(refeição/comida).
Sua devoção à vida no campo fizera com que ela entendesse em como “deitar” uma galinha com ovos, cuidar de uma ninhada de pintos ou cuidar de cordeiros órfãos. Sabia exatamente o ponto certo da calda do doce de figo.
Também acompanhava o desenvolvimento das vacas jersey, importadas da Inglaterra, e do gado da raça Devon, que seu pai também introduziu no Brasil.
Divertia-se com os seus irmãos em pescarias de lambaris ou longas cavalgadas. Atenta e muito politizada, observava a movimentação de políticos e revolucionários que iam ao castelo se aconselhar com seu pai, Joaquim Francisco de Assis Brasil.
O seu nome foi uma homenagem e uma promessa de Assis Brasil, em que as suas duas primeiras filhas, teriam o mesmo nome de quem fora o maior amor de sua vida. Assim nasceram Cecília e Lydia.
Assis Brasil ficou viúvo em Portugal, no ano de 1894, de Maria Cecília Prates de Castilhos ( irmã de Júlio de Castilhos). 
Porém, ele perde a sua esposa muito jovem e dois filhos homens ainda bem crianças. Os três, vítimas de Tifo, doença fatal para a época. Ele se vê então viúvo e sozinho, com duas filhas meninas do primeiro casamento: Maria Cecília e Carolina.
Contudo, quatro anos depois, ele vem a conhecer o seu novo grande amor: a nobre portuguesa Lydia Pereira Felício de São Mamede, em 1898.
Juntos, o casal tiveram oito filhos: destes, Cecília, Lydia e Joaquina, nasceram nos Estados Unidos. Os demais filhos, no Brasil.

Assis Brasil com esposa e as filhas Cecília com três anos e Lydia bebê. Washington, 1902

Depois de terminado o mandato de Embaixador, a família muda-se de Washington para o Brasil, por volta de 1905. Aonde passam a residir, primeiramente no município de Bagé e logo depois mudam-se definitivamente para Pedras Altas.
Inicialmente, a família passa a habitar a primeira casa pré-fabricada do Rio Grande do Sul (um chalé de madeira chamado de “cottage”), para morarem ali, o tempo necessário para que o castelo fosse erguido.

Assis Brasil com seus filhos em 1907. O filho Francisco no seu colo. Da esquerda para direita: Joaquina, Maria Cecília, Cecília, Carolina e Lydia

Cecília de Assis Brasil, criança com 8 anos de idade.

Cottage

Embora, Assis Brasil possuisse uma fazenda em Ibirapuitã, cerca de 350 quilômetros da granja de Pedras Altas, diversos foram os fatores que contribuíram para ele escolher uma área menor e assim produzir o que ele tanto sonhara (uma pequena área rural, com uma grande produção e economicamente sustentável).
Pedras Altas tinha todos os atributos, pois diferente de Ibirapuitã, o acesso era muito mais fácil à época, como a proximidade do porto marítimo do município de Rio Grande e também pela existência de uma linha de trem que passava em frente a granja, levando e trazendo pessoas das mais diversas partes do país.
Em 1907, começava a chegar em Pedras Altas, as primeiras instrutoras vindas da Alemanha e Inglaterra, para lecionarem a Cecília e seus irmãos, diversos conteúdos.
Eles tinham desde aula de canto, esportes, ciências da natureza e lógica, tanto quanto também estudavam cinco idiomas: português, inglês, francês, espanhol e alemão.
Percebe-se que Cecília e seus irmãos nunca frequentaram uma escola. A escola que foi até eles.
Finalmente, no ano de 1913, o castelo ficara pronto. Cecília já era uma jovem moça, com quartoze anos.

Cecília de Assis Brasil em 1914

Ela vive uma parte de sua vida exilada, seja no Rio de Janeiro, quanto no Uruguai, juntamente com sua família.
A sua irmã mais nova, casa-se, em março de 1934. Um dia antes da fatídica morte de Cecília por um raio.
Ainda estavam comemorando os festejos do casamento de sua irmã Lina, enquanto Cecília passeava com seus irmãos Joaquim e Dolores a cavalo, ao redor do castelo, na região denominada de Cerro da Guarda, num dia de verão ensolarado; quando de repente, o tempo se fechou rapidamente e veio uma leve garoa de verão, junto com uma breve tempestade.
Cecília falou para os seus irmãos: “já passou a tempestade.” Essas foram suas últimas palavras antes de ser fulminada pela descarga elétrica, matando junto o seu cavalo em que ela montava.
A prataria que ela usava em seu cavalo, derreteu toda. Sua irmã ficou um dia inteiro sem conseguir escutar, devido ao barulho do raio.
Assis Brasil escreve em seu diário que ele mesmo fizera o  caixão da filha e que Cecília “estava com um semblante feliz, não parecendo que sentiu dor”, e também que ela  merecia o “título de filha predileta, não fosse, o fato dos pais amarem todos da mesma forma.” Vários jornais do estado e do país inteiro noticiariam o acidente e a tragédia da filha de Assis Brasil.

Ainda na época da construção do castelo, Assis Brasil aproveitou para construir um cemitério particular para a sua família, ao longe, na chamada “Alameda da Boa Viagem”. O próprio Assis Brasil pediu que colocasse ao centro, a sua futura lápide e ao lado de sua esposa Lydia. Porém, quis o destino que o obrigasse a abrir, uma terceira sepultura, quatro anos antes de sua morte: a de Cecília, em 1934, com apenas 34 anos de idade.

Cecília de Assis Brasil, em 1932.

## O Diário de Cecília
A família de Cecília conseguiu conservar apenas os cadernos que iniciam em 1916, quando a jovem de Pedras Altas andava lá pelo alto dos seus dezessete anos de idade. Mesmo assim, muitos cadernos se perderam e longas são as intermitências entre eles.
Com a autorização da família, o jornalista Carlos Reverbel, teve acesso aos escritos da jovem, e foi responsável pela seleção do conteúdo e pela publicação do livro, no ano de 1983. Reverbel selecionou os escritos de 1916 até 1928.
O diário ainda continuou a ser escrito após essa data. Desde quando foi publicado, até os dias de hoje, o livro “Diário de Cecília de Assis Brasil”, sensibiliza os leitores.
Seja pela autenticidade da autora, pelo seu singular modo de vida, seja pela sua paixão pela vida no campo e pelos animais.
A jovem, que devorava as poesias do norte-americano Henry Longfellow em inglês e ouvia sinfonias de Ludwig van Beethoven, registrou o seu cotidiano, como também foi testemunha das revoluções do início do século passado.
Em seu diário, Cecília além de contar a vida no castelo, também relata as conflagrações entre maragatos (libertadores de lenço vermelho no pescoço e aliados de Assis Brasil) e chimangos(republicanos de lenço branco).
Embora escrito de maneira simples, sem a intenção de fazer literatura, as críticas positivas ao livro, foram inúmeras na época de seu lançamento.
Abaixo segue uma matéria, publicada no Jornal do Brasil, no Rio de Janeiro, uma crônica da escritora Rachel de Queiroz, sobre o Diário, no ano de lançamento:

Jornal do Brasil- Matéria de Rachel de Queiroz

No dia 19 de fevereiro de 1918, Cecília registra um dia bem atarefado em Pedras Altas, segue: “Chegaram dois senhores: o engenheiro Charles Vincent, belga, administrador de um posto zootécnico em Santa Catarina, e um brasileiro, mestiço de grego e italiano, chamado Miguel Savas. Vão com Papai a Ibirapuitã comprar Devon. Papai também levará as éguas de corrida. Para nos despedirmos delas, fizemos outro passeio ao Cerro da Guarda. A Quimquim foi na Galé, o Seu Alípio na Morena, Nia na Hipócrita e eu na Enérgica, que considero minha. Troquei-a com o Papai pelo Junius Brutus”.
Nesse trecho é possível analisar a rotina movimentada da granja, com a chegada e partida de visitas em Pedras Altas. Além dessa ser apenas uma passagem, dentre as diversas do livro, onde a autora expressa a sua paixão  pelos animais. Todos eles levavam nomes como Junius Brutos, Galé, Morena, Hipócrita e Enérgica. O tom de informalidade na escrita, também permeia esse trecho, onde ela cita as suas irmãs por apelidos como Quimquim e Nia, modo como ela chamava Joaquina e Joana.
Os opositores políticos de Assis Brasil, chamado de “chimangos” diziam que, quem quisesse escutar sussurros em inglês, francês ou outro idioma era só alguém ir até Pedras Altas, aonde ficava o maior exemplo de antipatriotismo da época.
De maneira alguma a crítica dos chimangos alterou a cultura da educação recebida em Pedras Altas. De modo simples, sem pretensões ou afetação, Cecília utiliza frequentemente em seu diário expressões em inglês, francês ou espanhol, como no relato abaixo sobre uma de suas travessuras: uma fritada de lambari, misturados com uma cobra, preparada por sua irmã Quimquim, com a sua conivência.
Relato escrito em 29 de outubro de 1916, domingo:”A Quim preparou a fritada de lambaris com cobra. E ela mesma as serviu, no almoço. Tivemos um succès fou. No prato da Bá ela descarregou quase unicamente pedaços de cobra. Are you linking them? A Bá respondia dizendo que só deixara o que não podia comer. E afastava delicadamente o espinhaço da cobra para a beira do prato. A Maninha e a Dina também comeram, mas em menor quantidade. Quando revelamos, no fim do almoço, o que haviam ingerido, elas ficaram horrorizadas. Depois Maninha, ainda horrorizada, passou- nos tremenda represália”.
Os dias alegres e repletos de lidas domésticas e rurais, com uma rotina bastante agitada, aparece como uma constante no diário. Muitas eram as brincadeiras entre os irmãos, inclusive, preparavam e encenavam peças teatrais como Lá Traviata e a Dança das Camelias, dentre muitas outras, como pode ser percebido abaixo:

Filhas de Assis Brasil, encenando uma peça de teatro.

Cecília está ao fundo da fotografia, com uma camisa branca e um tope preto. Junto dela, estão algumas de suas irmãs.
Nos páginas do diário, pode-se perceber também o apreço da autora pela cultura gaúcha. Ela, que vivia no campo, deixa claro que a vida que escolhera, a deixa muito satisfeita, como se percebe nesse trecho do dia 24 de outubro de 1916, terça-feira: “Demos umas voltas a pé, de tarde, e as minhas companheiras tentaram convencer-me que São Paulo ou Paris são melhores do que o Ibirapuitã. Quando for a esses lugares saberei ao certo, mas por enquanto, agarro- me ao meu ideal: a vida do campo. Sou assim, e agora? Tenho plena confiança de que meu amor ao campo nunca cessará de crescer”.
Para Cecília, o trabalho junto à natureza é o que embeleza o mundo, e não há melhor lugar para isso do que o campo. Esse sentimento está exposto em outro trecho, de 1916, do dia 25 de dezembro, uma segunda-feira, na qual ela cita a vontade  sua de cozinhar para a família: “De noite pedi à Mamãe que me deixasse um dia cozinhar. Ela me deu licença para fazer o almoço amanhã. [...]. Todos deviam nascer com o firme propósito de embelezar e tornar perfeito o canto do mundo em que vivem; por menor que seja, o esforço sempre há de aparecer. Tenho verdadeira pena de quem nunca comeu sequer uma batata plantada pelas suas próprias mãos, bem como dos que não conhecem os encantos que há na criação de um guacho, que nunca souberam como é bom colher flores no jardim onde se tenha acompanhado o desenvolvimento da planta, desde o primeiro broto saído da terra negra até alcançar os raios do sol, até o abrir das pétalas em flor”.
Em 3 de janeiro de 1923, uma terça-feira, ela antecipou a inconformidade dos libertadores, liderados por Assis Brasil, com as fraudes eleitorais que reconduziram Borges de Medeiros pela quinta vez em seu mandato ao governo do estado.
Com o clima tenso no Rio Grande do Sul, em 1923. Cecília e seus irmãos passam a morar no Rio de Janeiro, aonde já estavam seus pais. Em aproximadamente dois anos, o diário passa a ser escrito da Avenida Atlântica, época das primeiras casas do bairro de Copacabana.
Ela retorna ainda a Pedras Altas algumas vezes, até que nos próximos anos com o movimento chamado de tenentismo e a Coluna Prestes no Brasil ganhando forças, a família mais uma vez, vê-se obrigada a deixar o castelo, dessa vez, procurando abrigo no Uruguai na cidade de Melo.
Seu diário passa a ser escrito em quatro pequenos estabelecimentos rurais – Chácara Bela Vista, Estância Nova, Coxilha Grande e Berachi.
Nessa época, os opositores políticos, chimangos, invadiram o castelo, saquearam objetos e deixaram tiros nas janelas, que Assis Brasil nunca os consertou. Pois dizia que “todo o castelo deveria ter suas cicatrizes.”
Seu diário serviu de testemunho único além de sua visão sobre esses fatos políticos,  ela também vivenciou as inúmeras visitas de chefes políticos que lá iam visitar seu pai, Joaquim Francisco de Assis Brasil. Nomes como Luis Carlos Prestes, Oswaldo Aranha, Zeca Netto, Juarez Távora, Siqueira Campos, dentre muitos outros.
Os anos de exílio foram bem diferentes na qual Cecília estava habituada com o conforto do castelo. Das localidades em que a família morou no Uruguai, duas delas não passavam de simples ranchos com o chão de terra batida.
Mas ao contrário disso, a autora sequer menciona absolutamente qualquer tipo de lamentação por conta disso.
Contudo, o diário narra nessa fase, Cecília ocupada, vendendo leite e manteiga, juntamente com suas irmãs, para manterem os seus sustentos. Apesar de preocupada com o desfecho das revoluções, ela também se mostra ao mesmo tempo feliz em trabalhar. Nessa época, ela escreve muitos termos em espanhol e se diverte com a cultura diferente da sua.
Cecília só retorna para Pedras Altas por volta de 1928. A dignidade através da educação e a dedicação ao trabalho em família, maior legado que Joaquim Francisco de Assis Brasil quis passar aos seus filhos, pode ser percebido também nos anos vividos no exílio, pela maneira que souberam enfrentar as adversidades.
A moça de Pedras Altas, estava finalmente de volta ao seu lar, porém nunca pensara que o destino lhe reservaria poucos anos pela frente. Como escreveu o autor, que compilou seu diário em livro, o jornalista Carlos Reverbel.
Ele finaliza seu prefácio no livro, dizendo, que, Cecília amava tanto a natureza, que o destino fez com que, ali, ela, “finalmente repousasse, transformando-se em um rebento da Granja de Pedras Altas, assim como as flores, as espigas, as frutas, os pássaros, as árvores, os sulcos do arado e o mugido do gado”.